# Esperanza (Agusan del Sur)
Esperanza (Bayan ng Esperanza) är en kommun i Filippinerna. Kommunen ligger på ön Mindanao, och tillhör provinsen Agusan del Sur. Folkmängden uppgick 2015 till 54 801 invånare.

## Källor

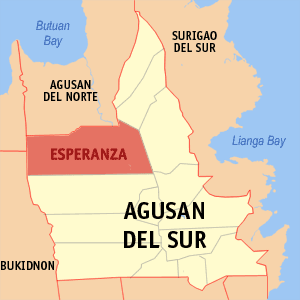
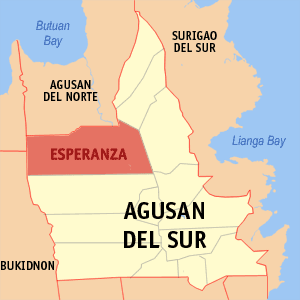

## Barangayer
Esperanza delas in i 47 barangayer.
| - Anolingan - Bakingking - Bentahon - Bunaguit - Catmonon - Concordia - Dakutan - Duangan - Mac-Arthur - Guadalupe - Hawilian - Labao - Maasin - Mahagcot - Milagros - Nato | - Oro - Poblacion - Remedios - Salug - San Toribio - Santa Fe - Segunda - Tagabase - Taganahaw - Tagbalili - Tahina - Tandang Sora - Agsabu - Aguinaldo - Balubo - Cebulan | - Crossing Luna - Cubo - Guibonon - Kalabuan - Kinamaybay - Langag - Maliwanag - New Gingoog - Odiong - Piglawigan - San Isidro - San Jose - San Vicente - Sinakungan - Valentina |